# Kasteel van Chenonceau
Het Kasteel van Chenonceau (Frans: Château de Chenonceau) ligt in de Loirevallei bij de plaats Chenonceaux in het Franse departement Indre-et-Loire, niet ver van Amboise en tussen Blois en Tours. De naam van het kasteel wordt zonder -x geschreven, in tegenstelling tot die van het plaatsje Chenonceaux. Het is een van de kastelen van de Loire.
Het is een van de meest bijzondere kastelen van het Loiregebied omdat het kasteel over het water van de rivier de Cher ligt en het bezienswaardige en goed onderhouden tuinen heeft. Het kasteel is in privébezit en is het hele jaar geopend. Bezoekers kunnen gebruikmaken van een audiotour met een iPod.

## Geschiedenis

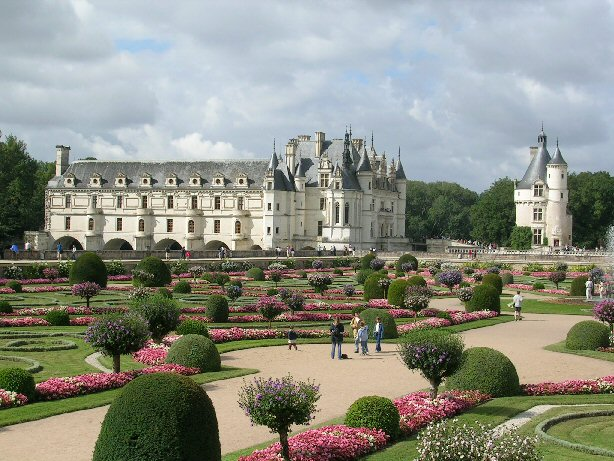
Tuin van Diane de Poitiers

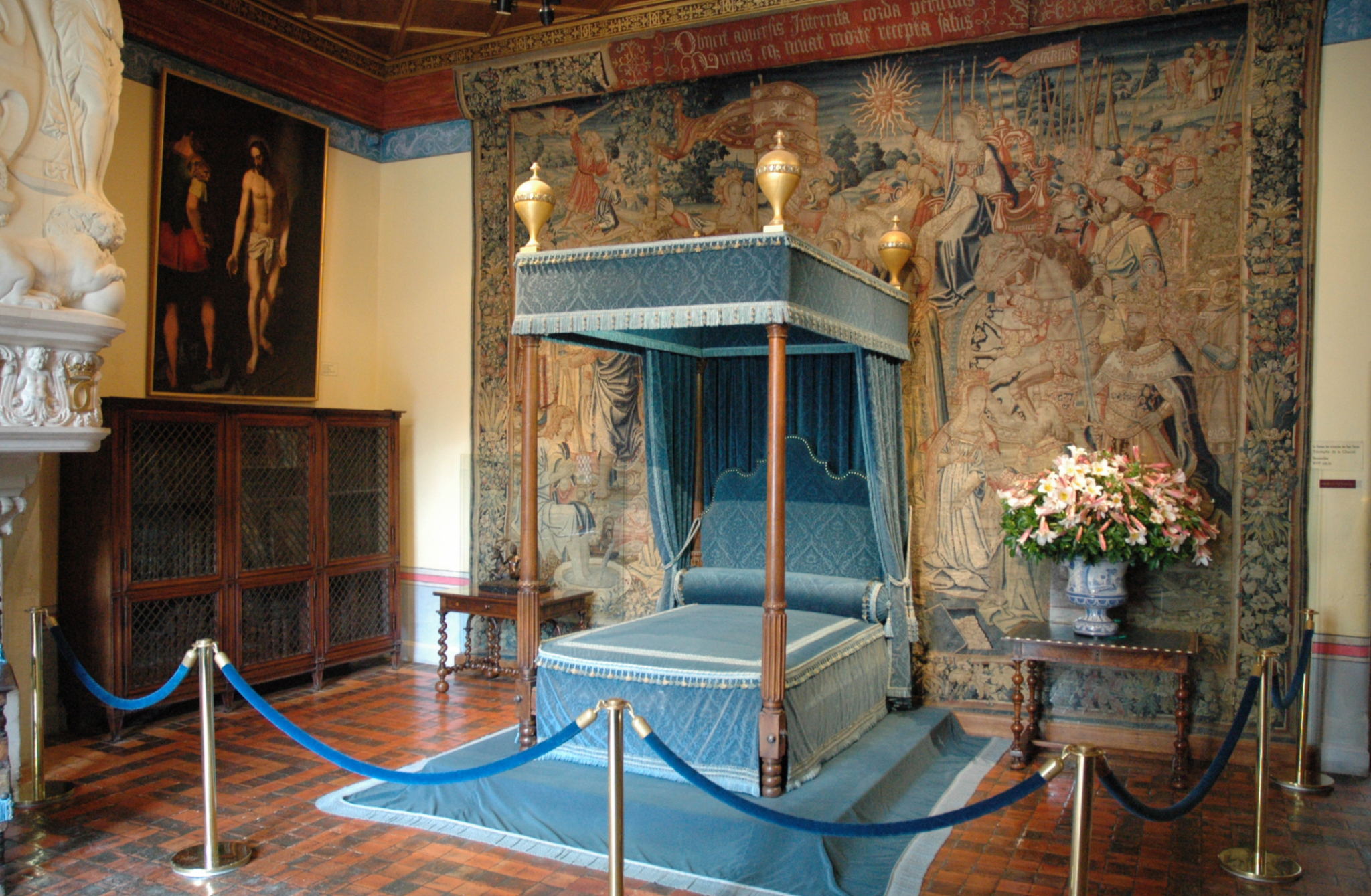
Slaapkamer van Diane de Poitiers

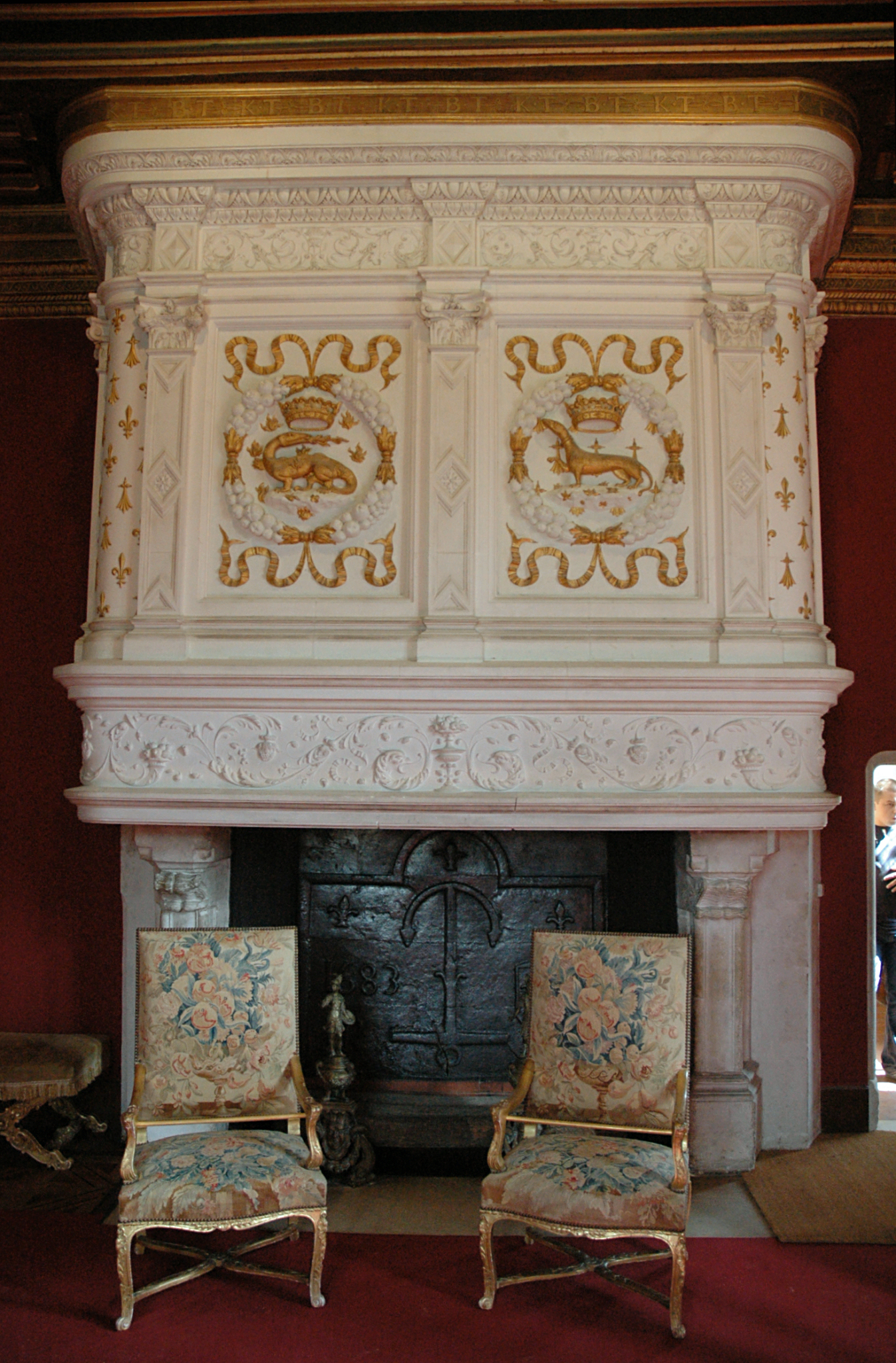
Schouw in de kamer van Diane de Poitiers

Het oude kasteel dateert van 1432 en werd gebouwd door Jean II Marques, volgeling van koning Karel VII. Thomas Bohier, secretaris-generaal van Financiën van Frans I, kocht het kasteel in 1513. Bij de dood van Bohier bracht een doorlichting onregelmatigheden aan het licht. Dat was een gelegenheid om forse eisen te stellen aan de nabestaanden van Bohier en alzo het kasteel te claimen in 1535.
Hendrik II erfde het en schonk het kasteel aan zijn maîtresse Diane de Poitiers, hertogin van Valentinois. Na het overlijden van Hendrik in 1559 liet zijn echtgenote Catharina de' Medici Diane uit het kasteel zetten. In ruil daarvoor kreeg Diane het veel kleinere kasteel van Chaumont-sur-Loire. Door deze gebeurtenissen kreeg het kasteel de bijnaam Château des Dames.
Ook een andere dame heeft in het kasteel gewoond, namelijk Louise van Lotharingen. Zij rouwde in het kasteel over haar overleden echtgenoot, koning Hendrik III, die op 1 augustus 1589 was vermoord. Louise nam een aantal religieuzen in huis, en woonde in een zwart vertrek.
Claude Dupin, een Franse financier, kocht het kasteel in 1733 van de hertog van Bourbon. Zijn tweede echtgenote, Louise Dupin, hield er salon en ontving beroemdheden als Voltaire, Fontenelle, Marivaux, Montesquieu, Buffon en Rousseau, die er zijn beroemde boek Émile schreef. Louise Dupin introduceerde ook naar men zegt het verschil in schrijfwijze tussen het kasteel (zonder x) en het dorp Chenonceaux (met x). Tijdens de Franse Revolutie liet zij de kapel binnen het kasteel ombouwen tot houtopslagplaats, waardoor de kapel behouden bleef.
Van 1940 tot 1942 maakte de Cher deel uit van de demarcatielijn, die de grens markeerde tussen het door Duitsland bezette deel van Frankrijk en het onbezette Vichy-Frankrijk. Via het kasteel kon men vanuit de noordzijde het vrije deel van Frankrijk bereiken. Toen dat niet meer mogelijk was, probeerde men de Cher over te zwemmen, zoals Engelandvaarders Jan Kooistra en Jan Steman, of met een vlot over te steken, zoals Engelandvaarder Jan Overvoorde.

## Belangrijke gasten
- Karel IX
- Voltaire, Fontenelle, Marivaux, Montesquieu, Buffon en Rousseau.

## Indeling
- Het voorplein en de toren van de Marques
- De kelders

Begane grond
- De wachtzaal, Hal met wandkleden
- Kapel
- Kamer van Diana van Poitiers met prachtige schouw
- Bibliotheek
- Kamer van Frans I
- Salon Lodewijk XIV

1e verdieping
- De vestibule van Catherina Briconnet
- Kamer van César de Vendôme
- Kamer van Gabrielle d'Estrées
- Kamer van de vijf Koninginnen
- Kamer van Catharina de' Medici
- Slaapkamer

2e verdieping
- Kamer van Louise van Lotharingen

### Toren van de Marques
De toren van de Marques is het laatste restant van de burcht en de versterkte molen van de familie Marques, die voor de bouw van het Château Chenonceau plaats moesten maken.

### Kelders
In de kelderruimte van het kasteel bevinden zich de keukens en de eetzaal voor het personeel.

### Begane grond
- De Wachtzaal was eens bestemd voor de lijfwachten van de koninklijke familie.
- De Kapel grenst, via een deur, aan de wachtzaal. De ruimte is tijdens de Franse Revolutie goed bewaard gebleven, mede dankzij de eigenaresse Madame Dupin, die er een houtopslagplaats van had laten maken.
- De slaapkamer van Diane de Poitiers ligt aan de andere zijde van de wachtzaal. Diane de Portiers was de maîtresse van koning Hendrik II aan wie hij het kasteel had geschonken.
- De kamer van Frans I is gelegen tegenover de kamer van Diane de Poitiers. Op de schoorsteen van deze zaal staat de lijfspreuk van Thomas Bohier gegraveerd: "S'il vient à point, me souviendra" oftewel: "Als het mij lukt Chenonceau te bouwen, zal men zich mij herinneren."
- De Salon van Lodewijk XIV ligt naast de kamer van Frans I en tegenover de wachtzaal, deze ruimte is ingericht als herinnering aan het bezoek van Lodewijk XIV op 14 juli 1640.
- De leeszaal is een kleine ruimte, met uitzicht op de rivier Cher en de tuin van Diane, is de leeszaal geweest van Catharina de' Medici.
- De trap stamt uit de 16e eeuw en leidt naar de eerste verdieping van het kasteel.

### Eerste verdieping
- De vestibule van Catherina Briconnet is gelegen op de eerste etage en is de centrale hal tussen de vier aldaar gelegen kamers.
- De kamer van César de Vendôme is ingericht met meubelen uit de 16e eeuw en ter herinnering aan César de Vendôme, zoon van koning Hendrik IV van Frankrijk en Gabrielle d'Estrées, die in 1642 eigenaar werd van het kasteel.
- De kamer van Gabrielle d'Estrées is ter herinnering aan Gabrielle d'Estrées ingericht.
- De vijfkoninginnenkamer is ingericht als slaapkamer en genoemd naar de twee dochters en drie schoondochters van Catharina de' Medici.
- De kamer van Catharina de' Medici de oorspronkelijke slaapkamer van Catharina de' Medici, vrouw van koning Hendrik II. Zij gebruikte deze kamer in de periode dat zij regentes van het koninkrijk Frankrijk was. In de plafondschildering zijn twee verstrengelde C's zichtbaar.

Aan de kamer grenzen, aan de buitenzijde, nog twee aaneengesloten kleine ruimtes met uitzicht op de rivier de Cher.

### Tweede verdieping
- De Vestibule is op de tweede etage gelegen en is geheel gespaard gebleven tijdens de restauratie in de 19e eeuw. De vloer is betegeld met kleine terracotta tegeltjes, versierd met een lelie. Boven de deuren staan op marmeren medaillons (door Catharina de Medici uit Italië meegebracht) de Romeinse keizers Galba, Claudius, Germanicus, Vitellius en Nero afgebeeld. De zes wandkleden uit Oudenaarde uit de 17e eeuw stellen jachttaferelen voor en zijn gebaseerd op kartons van Van der Meulen, schilder en kunstenaar uit Nederland en vriend van Lodewijk XIV.
- De kamer van Louise van Lotharingen is geheel gereconstrueerd aan de hand van het nog originele plafond en ter herinnering aan Louise van Lotharingen. Zij trok zich terug op het Château Chenonceau, nadat haar echtgenoot koning Hendrik III, op 1 augustus 1589, was vermoord.

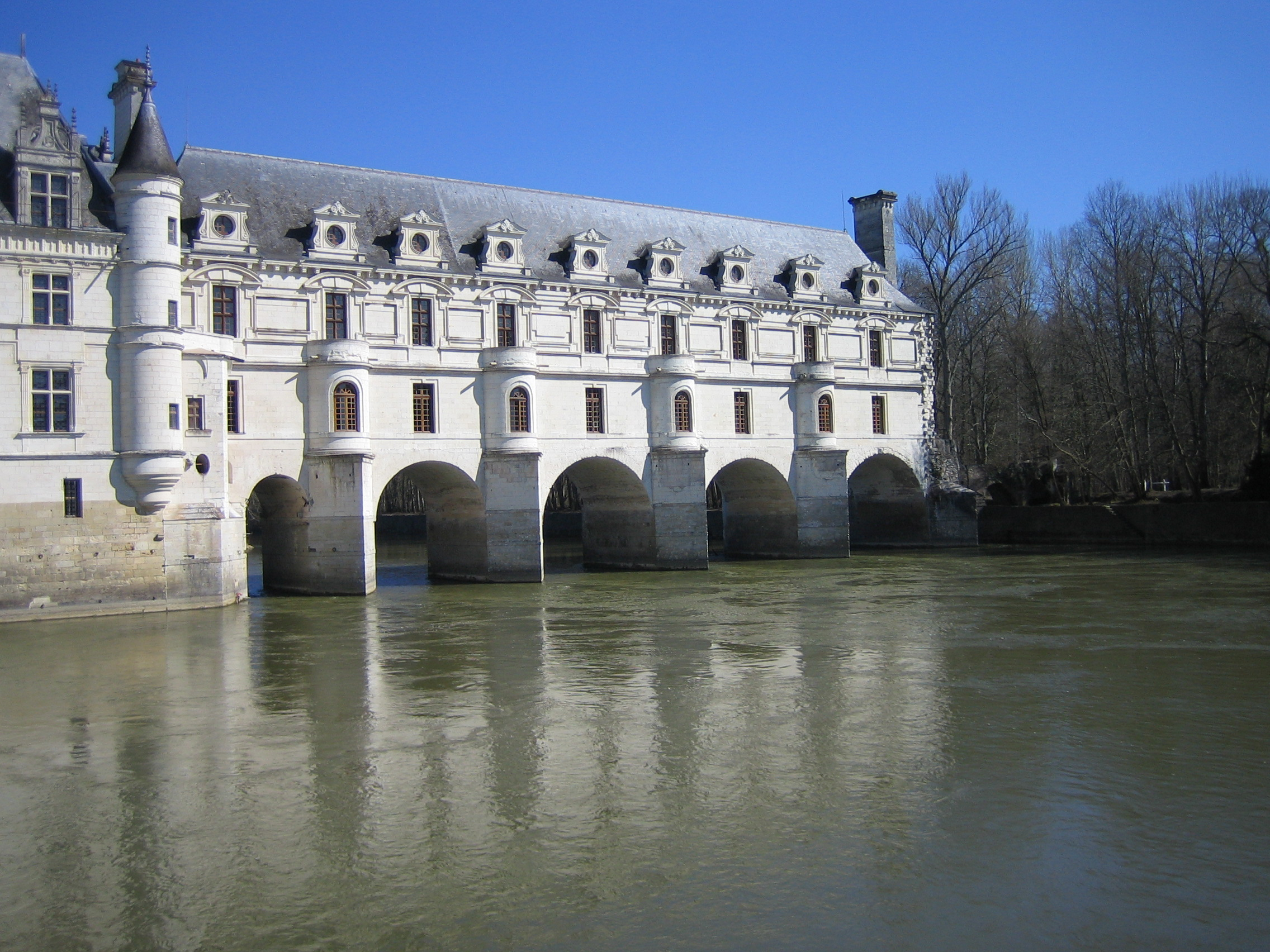
De galerij

### De galerij
Deze 60 meter lange en 6 meter brede ruimte was voor 1576 de brug tussen het kasteel en zijn landgoed. In 1577 werd de brug overdekt met een galerij. Deze galerij werd geopend door Catharina de' Medici. Tijdens de Eerste Wereldoorlog liet Gaston Menier, op dat moment eigenaar van Château Chenonceau, onder andere in deze ruimte een ziekenhuis bouwen.
De tweede verdieping van de galerij wordt in 2008 gebruikt als expositieruimte voor moderne kunst.

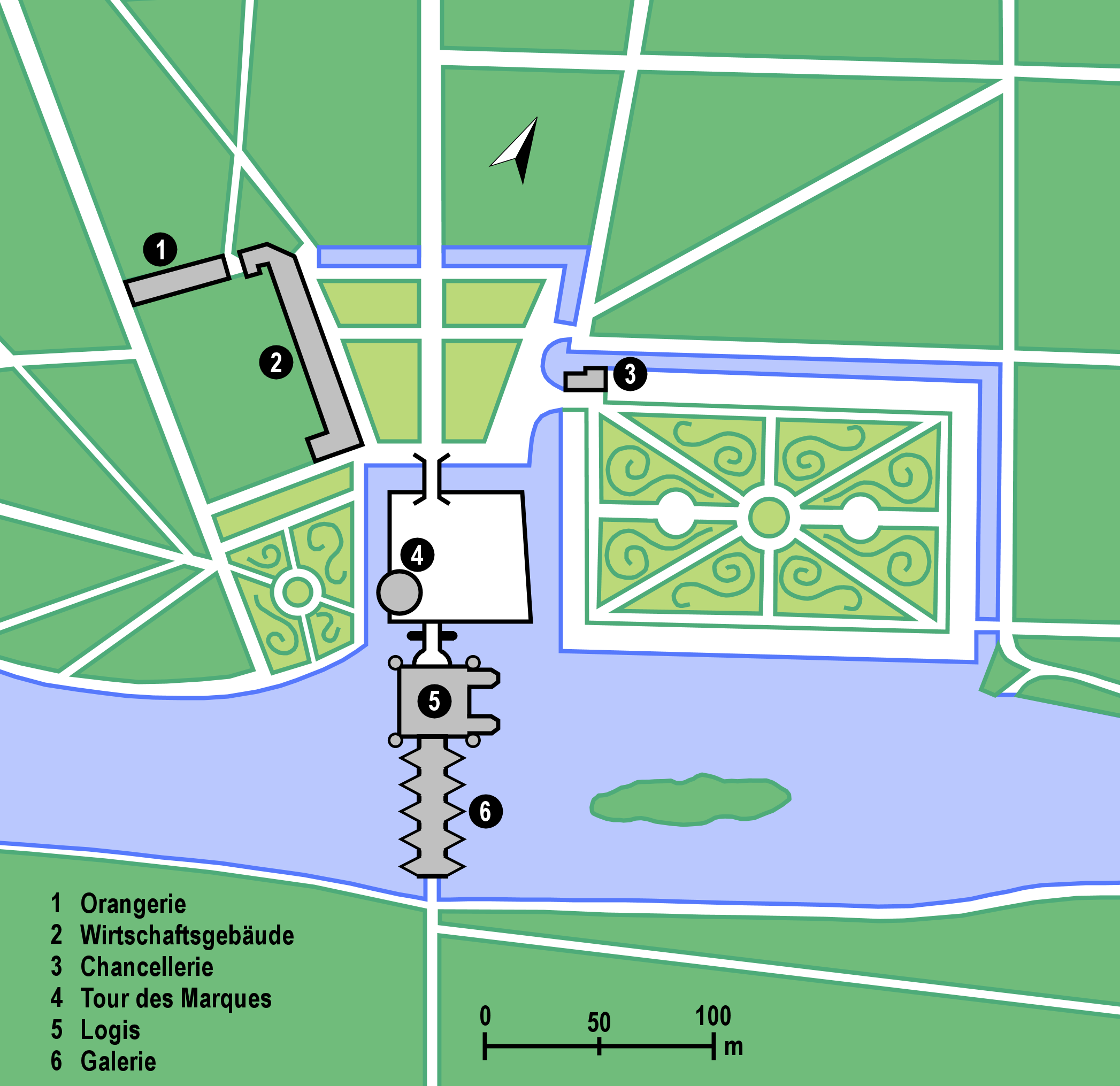
Plattegrond van de tuin en het park van Chenonceau. Links de tuin van Diane, rechts de grotere van Catharina.

### Tuinen
Bij het kasteel ligt zowel een tuin die ontworpen is voor Diane de Poitiers, als een voor Catharina de' Medici. Beide tuinen hebben een formeel ontwerp, en zijn van bovenaf, uit het kasteel te bewonderen.
Bij het kasteel hoort een boerderij, die ook fraai gerestaureerd is. Voor eigen gebruik heeft het kasteel een grote moestuin en bloementuin. De bloemen worden gebruikt voor de fraaie bloemstukken in het kasteel, althans dit is het geval in 2008.
In het park bevindt zich ook een labyrint, recent aangelegd op grond van een oud ontwerp, en wat vervallen kariatiden.

## Wetenswaardig
Over het kasteel schreef de Amerikaans-Franse schrijfster Marguerite Yourcenar een boek, Ah, mon beau château (1962). De titel is ontleend aan een kinderliedje.

## Galerij

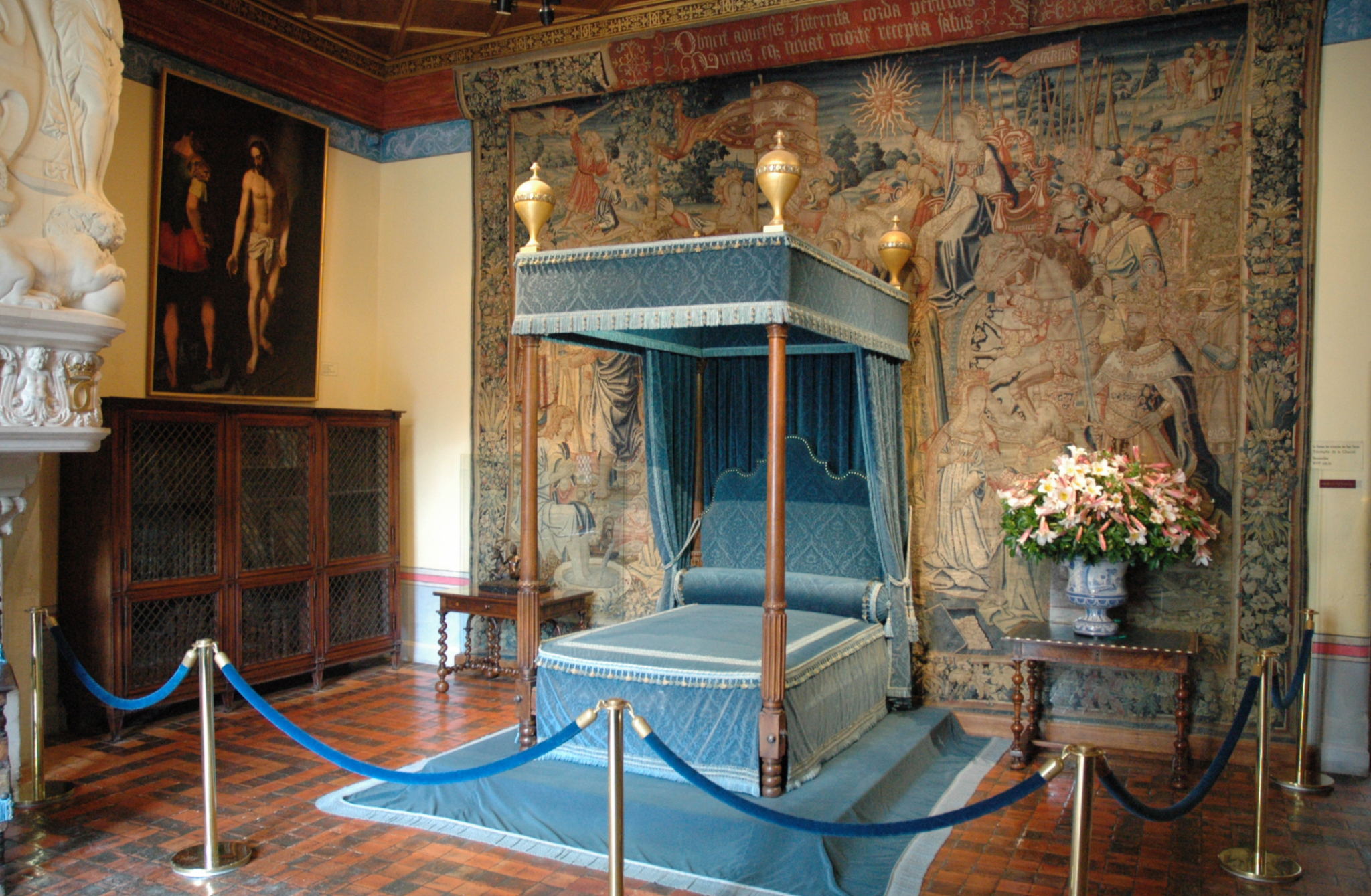
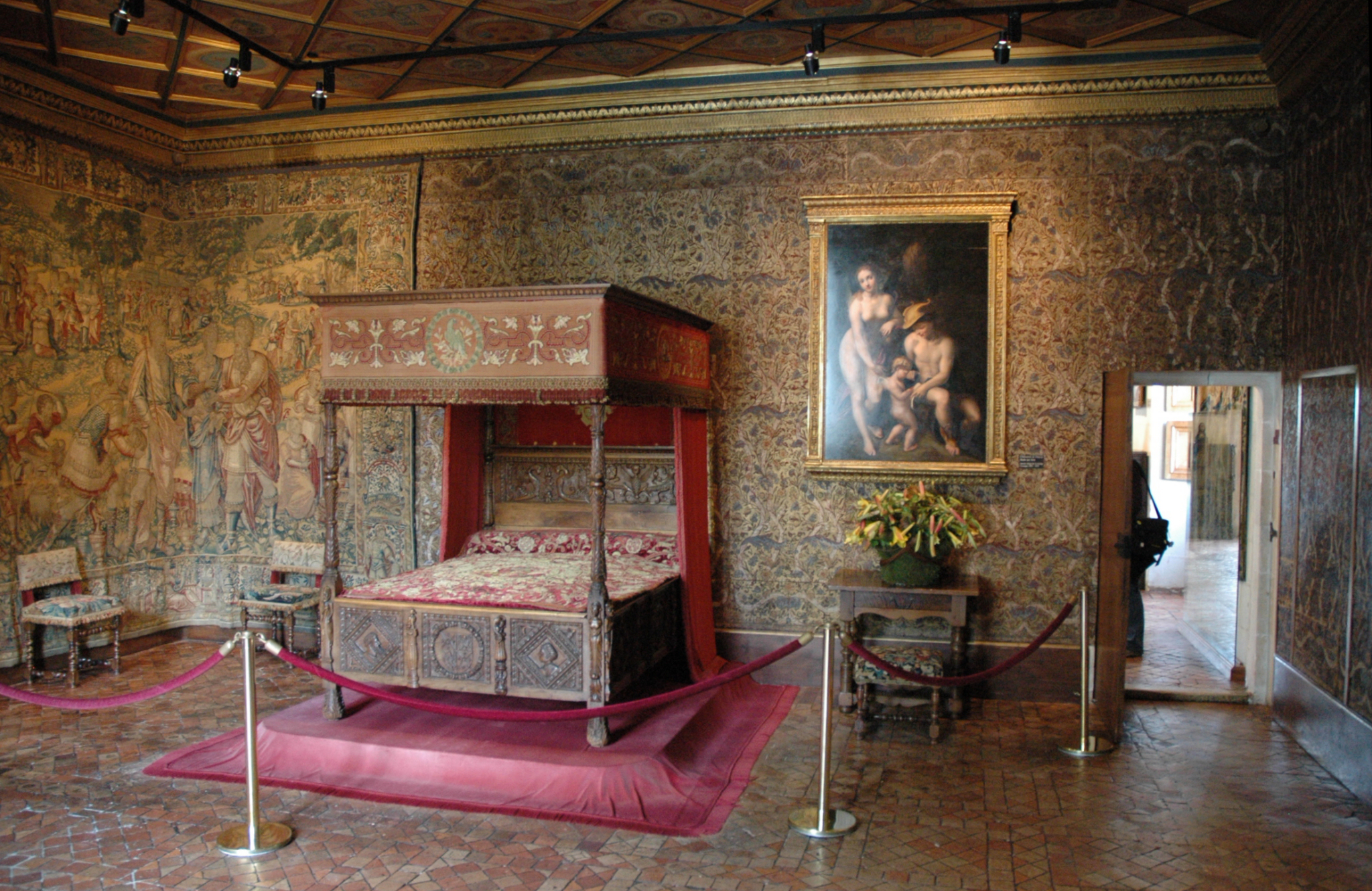
De' Medici kamer van kasteel Chenonceau
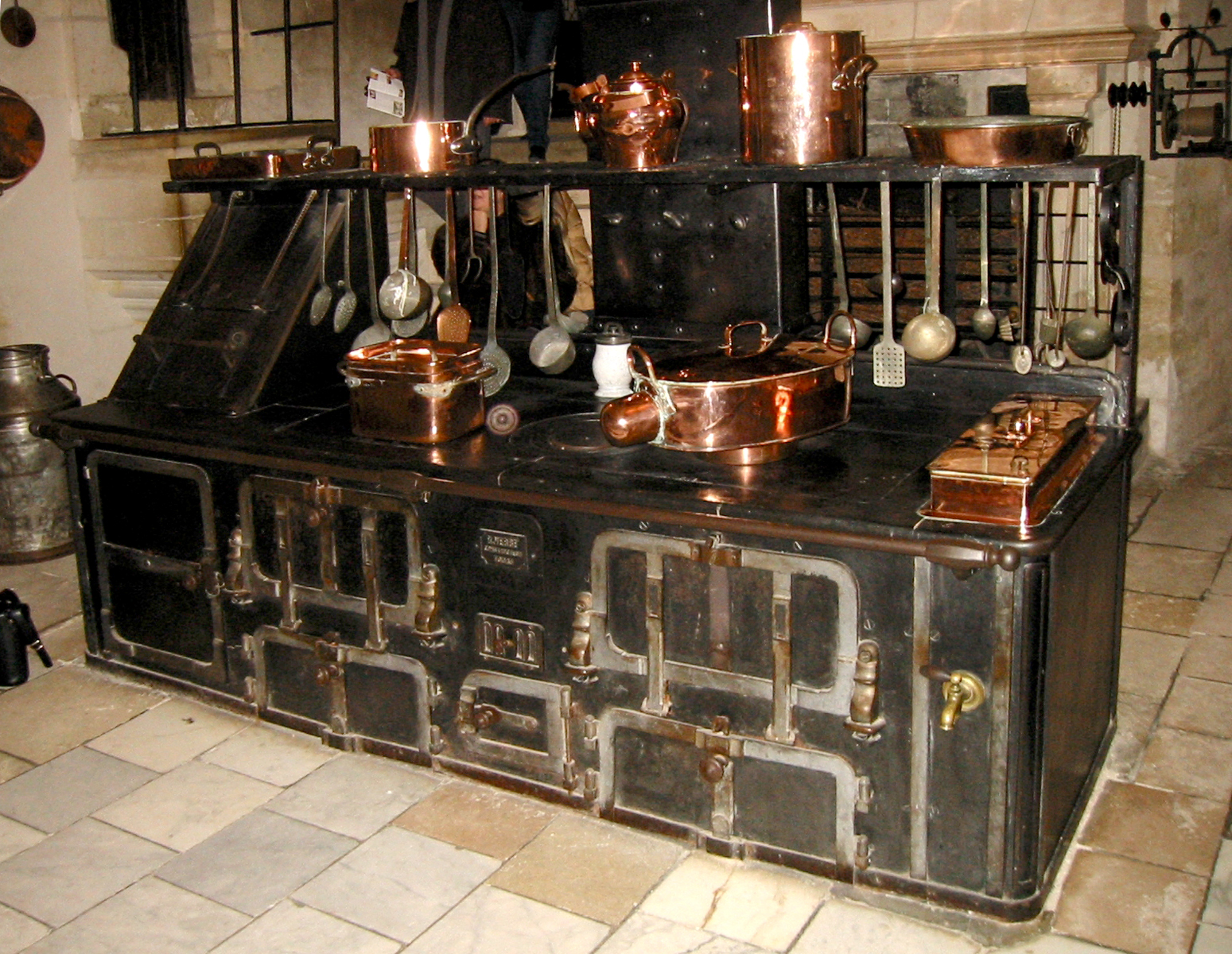
De keuken
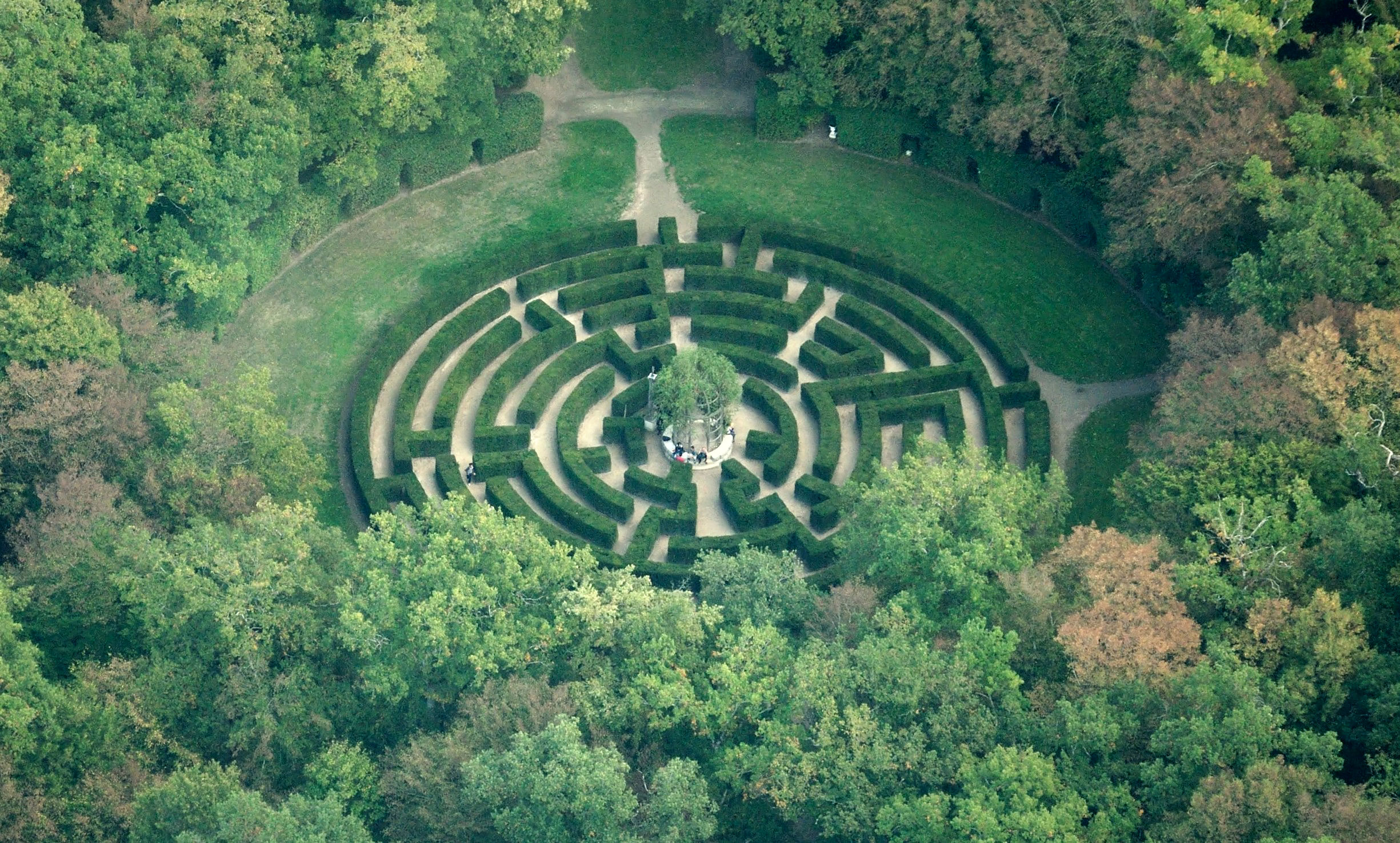
Labyrint